# 1177

## أحداث
25 نوفمبر - صلاح الدين الأيوبي ينسحب بعد هزيمته في معركة معركة تل الجزر قرب الرملة أمام بلدوين الرابع.

## مواليد
- محمود بن أحمد الزنجاني

## وفيات
- أبو المظفر المشطب - فقيه وعالِم من بغداد.